# The Green House w Sliemie
Zielony Dom (malt. Id-Dar il-Ħadra. ang. The Green House) – nieistniejący dom miejski z późnych lat XIX wieku, zbudowany w stylu miejscowym, tzw. Melitan, w Sliemie na Malcie. Ta historyczna rezydencja była dobrze znana na tym terenie; stała na końcu Triq Santa Marija, której nazwa wywodzi się od znajdującej się na fasadzie budynku niszy z figurą Matki Bożej. Jego fasada była charakterystyczna z racji ciemnozielonego koloru, co czyniło ją łatwo zauważalną. Nisza Wniebowzięcia Matki Bożej, datowana na rok 1875, umieszczona jest na liście zabytków w Sliemie (NICPMI).
Kiedyś budynek spełniał kryteria Urban Conservation Area (UCA), które chroniły go przed wyburzeniem, lecz ten status został później wycofany. Dom został rozebrany w 2019, a na jego miejscu powstał nowoczesny budynek z trzynastoma rezydencjami nad poziomem ulicy oraz garażami pod ziemią. Urząd ds. Planowania zażądał, aby wspomniana nisza została włączona w fasadę nowego budynku.

## Historia
Sliema rozbudowała się do wielkości miasta w czasie, kiedy Malta była kolonią brytyjską. Zostało wtedy zbudowanych, tak przez Brytyjczyków, jak i Maltańczyków, wiele domów miejskich. Było rzeczą powszechną budowanie przez Maltańczyków swoich domów w miejscowym stylu ("Melitan"), wymieszanym z ówczesnymi trendami architektonicznymi.
Budynek powstał około połowy XIX wieku, z zamysłem używania go jako rezydencja. Miał układ domu miejskiego. Na samym początku, lub niewiele później, jego fasada została pomalowana na ciemnozielony kolor. Dzisiaj w najbliższym sąsiedztwie nie można znaleźć domu pomalowanego w podobny sposób. Budynek zwracał uwagę przechodniów swoim wyjątkowym kolorem; zaczął być znany powszechnie jako Id-Dar il-Ħadra (Zielony Dom). Zawsze był specyficznym budynkiem i punktem orientacyjnym okolicy.

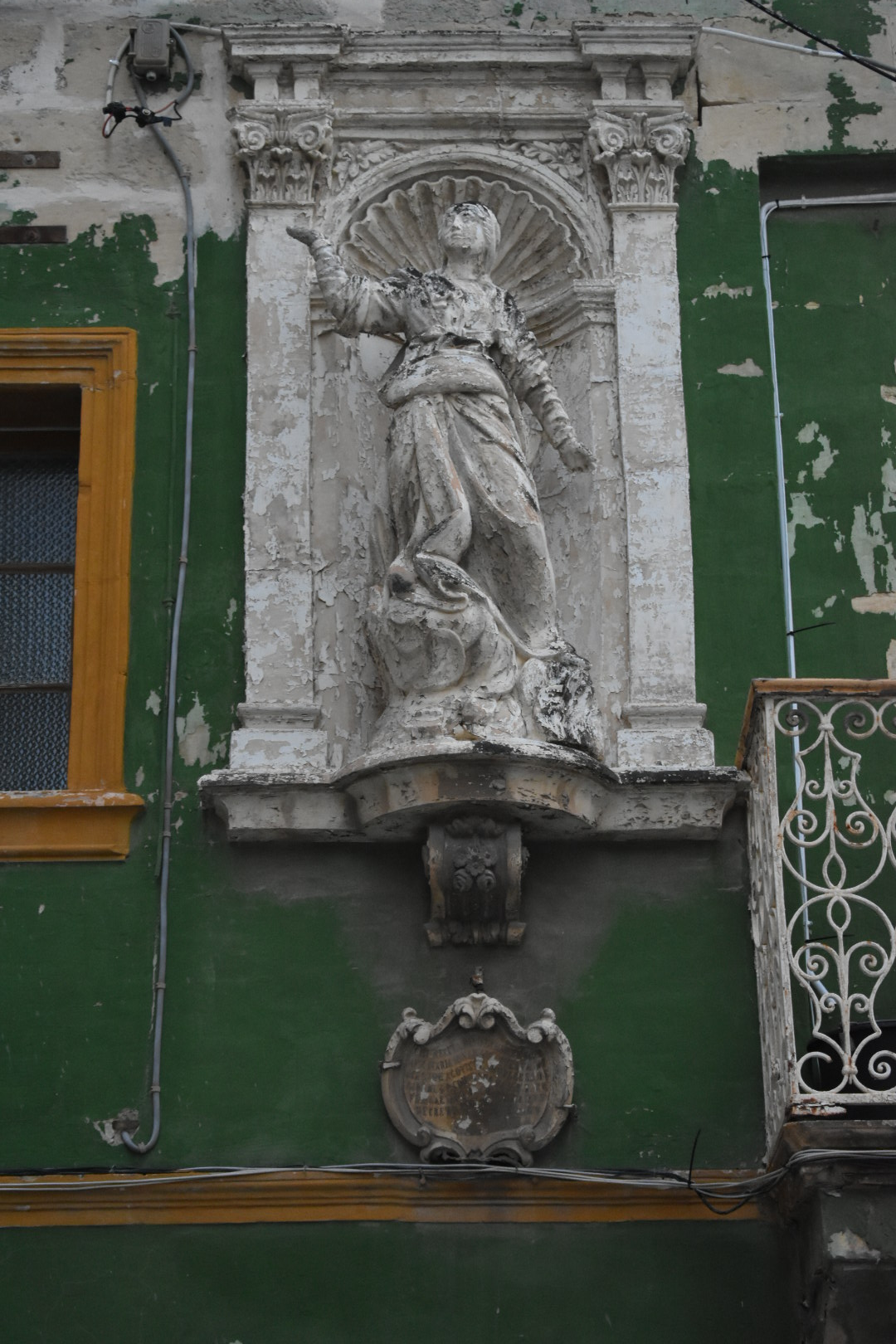
Imponująca nisza na fasadzie budynku, notowana w NICPMI

Dominującym elementem fasady była barokowa nisza, w której stała statua Wniebowzięcia Matki Bożej. Ponieważ "The Green House" był jednym z pierwszych domów zbudowanych na tym terenie, nisza, będąca jego integralną częścią, dała nazwę ulicy, do której dom stał frontem – Triq Santa Marija. Jednak budynek posiadał adres 1, Triq Sant' Agata, dokładnie na zejściu się obu ulic. W roku 1875 nisza została poświęcona przez biskupa Gaetano Pace Forno. Ta data jest tam umieszczona, co prawdopodobnie wskazuje kiedy postawiono budynek.
Teren, na którym stał budynek, z racji bycia historycznym centrum Sliemy, objęty został ochroną konserwatorską. Nisza została uznana za zabytek narodowy w Sliemie i ujęta na liście National Inventory of the Cultural Property of the Maltese Islands (NICPMI) na początku XXI wieku przez maltański Nadzór Dziedzictwa Kulturowego (SPC).
Budynek był zamieszkały przez cały XX wiek, w pewnym momencie został opuszczony i podupadł.
Na początku lat 2000 teren został wyjęty spod opieki konserwatorskiej, a po kilku latach właściciel posesji wystąpił z wnioskiem do Komisji Planowania o pozwolenie na przebudowę. Wniosek obejmował całkowite zburzenie istniejącego budynku, a na jego miejscu postawienie nowoczesnej budowli z trzynastoma mieszkaniami i podziemnymi garażami.

## Batalia o zachowanie budynku
Umieszczenie powiadomienia (s. 3340 (12); PA/03062/17...) na budynku wywołało oburzenie rezydentów, służby konserwatorskich oraz inne zainteresowanych stron, wnioskiem dewelopera. NGO Flimkien għal Ambjent Aħjar (FAA) oraz Sliema Heritage Society (SHS) przeciwstawiały się jakimkolwiek działaniom, oprócz przywrócenia obecnej budowli do normalnego stanu. Rzecznik FAA, Tara Cassar, wystąpiła do SCH o ochronę budynku. Przedstawiciel SHS stwierdził, że oprócz niszy budynek ma też zdobione wnętrze, zwłaszcza kolumny na klatce schodowej.
Urząd Planowania (PA) wydał opinię, że mógłby wydać zgodę na przebudowę pod warunkiem zachowania całej fasady budynku, oraz rozebraniem schodów przed wyburzeniem wnętrza. Bazując na koncepcji fasadyzmu, klatka schodowa mogłaby być ponownie zainstalowana wewnątrz, lecz zniszczony zostałby ogród. Sliema Local Council sprzeciwił się wyburzeniu. Ustalono, że poprzednie rozbiórki budynków doprowadziły do efektu domina, a zburzenie "Zielonego Domu" stworzyłoby poważny precedens. Mieszkańcy wyrazili sprzeciw wobec proponowanej przebudowy, nawet w wersji sugerowanej przez PA, wierząc, że miałoby to negatywny wpływ na ich życie i zniszczyłoby sentymentalne i historyczne dziedzictwo.
W lutym 2019 Agencja podjęła ostateczną decyzję o wydaniu pozwolenia na rozbiórkę budynku. Dom został rozebrany w marcu 2019.

## Architektura
The Green House był dwukondygnacyjnym budynkiem, stojącym na zbiegu dwóch ulic, lecz położonym po jednej stronie. Wybudowano go w miejscowym stylu "Melitan", z asymetryczną fasadą i charakterystycznym maltańskim wnętrzem, z kolumnadową klatką schodową oraz arkadą w ogrodzie.

## Aktualny stan miejsca

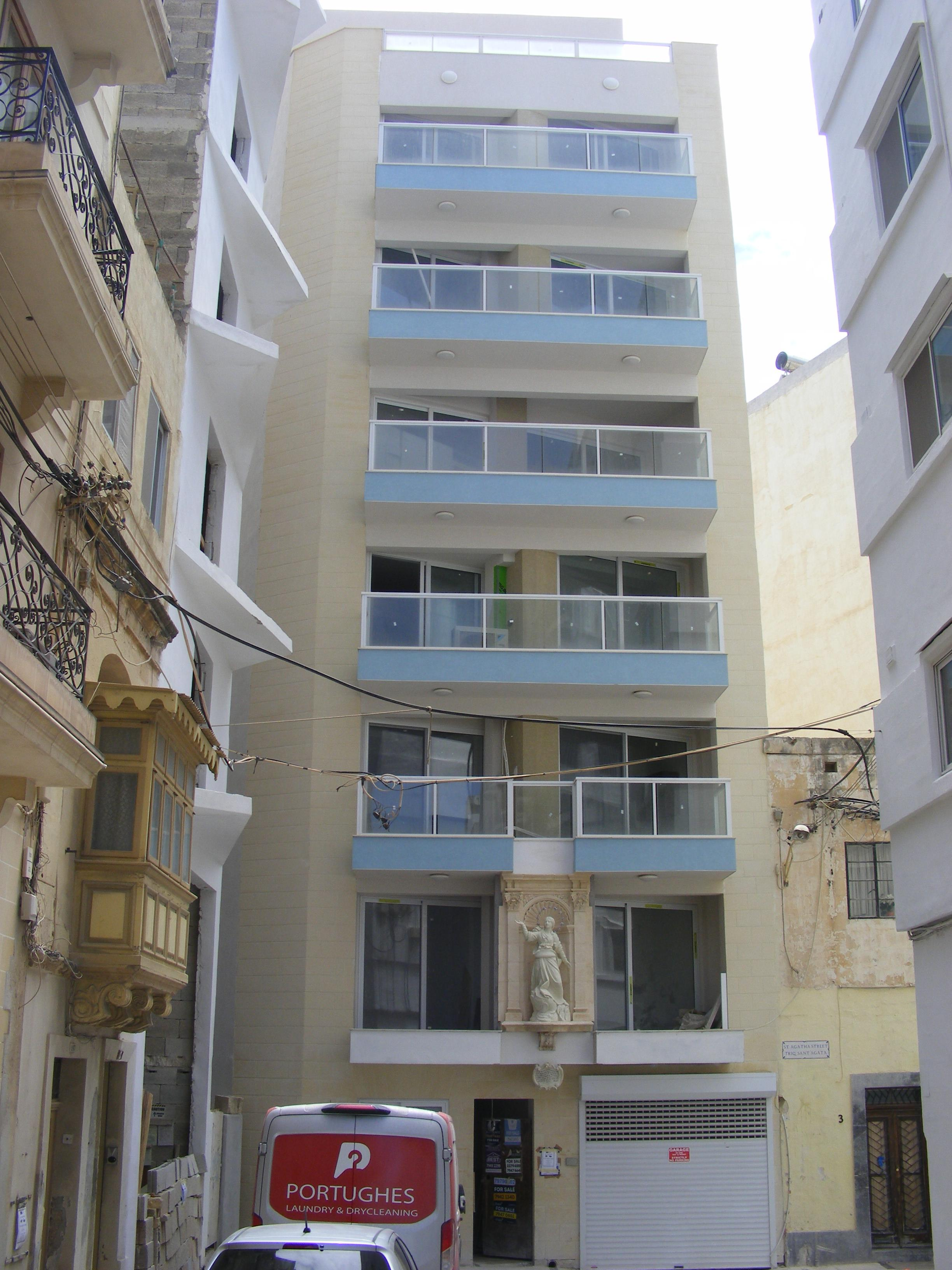
Budynek mieszkalny stojący na miejscu "The Green House" (maj 2022)

Aktualnie (2022-05-07) na posesji stoi ośmiokondygnacyjny (ponad poziomem ulicy) budynek mieszkalny z garażami w podziemiach. Na jego fasadzie pomiędzy balkonami pierwszego piętra umieszczona została odnowiona nisza wraz z posągiem Madonny, znajdująca się wcześniej na fasadzie zburzonego „The Green House”. Fakt umieszczenia zabytkowej, z 1873 roku, niszy na fasadzie nowoczesnego budynku uznany został przez mieszkańców Sliemy za kontrowersyjny i wzbudził wiele protestów.